# 真行寺君枝
真行寺 君枝（しんぎょうじ きみえ、1959年9月24日 - ）は、日本の女優。本名同じ。T-artist所属。血液型AB型。東京都大田区出身。長男は、ミュージシャンの弦人。
1976年に資生堂秋のキャンペーン「ゆれる、まなざし」で本格デビュー。

## 来歴・人物
兄と姉がいる。
1965年、バレエ教室「鎌田・藤井舞踏研究所」に入所。発表会で踊った「青い花」をきっかけに芸術に興味を抱く。バレエ教室の指導員であった藤井友子はワダエミと知人であった。
通学していた大田区立西六郷小学校は、全国合唱コンクールで優勝する合唱の有名校で（西六郷少年少女合唱団も参照）、NHKの子供音楽番組「歌はともだち」に月一度レギュラー出演をしていたが、アイドルグループ・フォーリーブスのメンバーに「可愛いね」と言われたことが学校中の噂となり、フォーリーブスが人気グループだったため、妬みにより問題児扱いされる。
中学時代にポーラ化粧品のCFに出演。
1975年、高校1年の夏に西武百貨店のモデルとして出演する。撮影は稲越功一。
1976年、16歳で資生堂秋のキャンペーンモデルに選ばれてデビュー（当時、資生堂とカネボウのキャンペーン競争の加熱は社会現象に発展するほど激しく、資生堂はこの広告の制作費に、当時としては破格の3億円を投入したと言われる）。フランスにおける日本年（1979年）でルーブル美術館で資生堂の写真史が展示された際には、この真行寺の「ゆれる、まなざし」も含まれていた。
高校卒業後に「女優としてやっていこう」と思い立ち、三船プロダクションに所属。1978年、森谷司郎監督作品『聖職の碑』で女優デビューするが、飛び入りで台詞もなかった。同年、『必殺からくり人・富嶽百景殺し旅』（テレビ朝日系）に高橋洋子の代役で出演。さらに、翌1979年の山田太一脚本の『沿線地図』（TBS系）では主人公の一人に抜擢され、知名度を高めた。
1981年、映画『風の歌を聴け』（監督：大森一樹）に出演。同年2月、CBS・ソニーから「胸が女の顔になる」で歌手デビュー。
アサヒ「ミニ樽」シリーズのCMに2年間出演する。このCMは、雑誌『広告批評』の「広告ベストテン CM部門」第3位に入賞した。
『階段の上の暗がり』（演出：木村光一、主演：八千草薫）で初めて舞台作品に出演する。衣装担当は植田いつ子。真行寺はこの舞台の仕事を、「私は演者としてここにやっと息をつき、納得して仕事に従事できる場を発見しました」と語っている。
1983年10月15日、元ザ・テンプターズのドラマー大口広司と結婚。この頃から、伊那市の借家に通うようになり、大自然への興味を深める。 1984年、夫の大口が大麻所持容疑で逮捕される。執行猶予付きの有罪判決を受け、会社から解雇された大口に対して資金援助を行い、服飾会社「プラクティス・オブ・サイレンス」を創設した（1991年倒産）。
1986年、長男の弦人を出産。『ビリィ★ザ★キッドの新しい夜明け』で第1回高崎映画祭主演女優賞を受賞した。
1993年、『シビラの四季』を出版する。アクターズプロモーションより独立した。
1995年、原宿クエストホールの十周年企画として『Kimieの部屋』と題したインスタレーション・ライブを行う。『フォーカス』誌（1995年6月6日）の取材記事で、「ベルベットアンダーグラウンド&ニコを彷彿とされるステージ」と評される。
2005年、大口と離婚。
2007年1月、『第一哲学　不死なるもの』をサイトで発表。
清水博が設立し所長を務めるNPO法人「場の研究所」研究員を務めた。

## エピソード
来日して日本に興味を持ったジョニー・デップが、日本の映画を何本か鑑賞し、米国のテレビのインタビュー番組で真行寺君枝とコンタクトを取りたいと言っていた。またデップは、真行寺の夫である大口広司のバンド「ウォッカ・コリンズ (en:Vodka Collins)」にも興味を示し、レコードを持っている。

## 出演

### テレビドラマ
- 必殺シリーズ（朝日放送テレビ）
  - 必殺からくり人・富嶽百景殺し旅 （1978年） - うさぎ 役※体調不良で降板した高橋洋子からバトンタッチ
  - 必殺仕事人 第17話「鉄砲で人を的にした奴許せるか」（1979年） - おりん 役
- 沿線地図（1979年、TBS） - 藤森道子 役
- 俺たちは天使だ! 第18回「運が良ければ次期社長」（1979年、日本テレビ / 東宝） - トモコ 役
- われら行動派! 第6話「俺も人の親だ!」（1980年、フジテレビ）
- 土曜ワイド劇場（テレビ朝日）
  - 京都殺人案内（2）呪われた婚約（1980年）
  - 死美人ホテル（1983年）
  - 奥飛騨二重心中（1985年） - 渡辺律子 役
  - 美人エステティシャン殺し（1997年） - 北村君香 役
  - 鉄道捜査官（5）（2005年6月4日） - 田畑早苗 役
- 木曜ゴールデンドラマ「雪国 純白の雪と湯煙りに燃える恋!」（1980年、読売テレビ）
- 四季・奈津子（1980年、TBS） - 布由子 役
- 加山雄三のブラック・ジャック  第8回「血がとまらない」（1981年）
- 傑作推理劇場「ガラスの階段」（1981年、テレビ朝日） - 前山信子 役
- キッド（1981年 - 1982年、日本テレビ） - 春日しのぶ 役
- はまなすの花が咲いたら（1981年-1982年、TBS） - 福山チエミ 役
- 男たちの旅路 スペシャル 戦場は遙かになりて（1982年 NHK） - 今井達子 役
- 立花登・青春手控え 第15話「奈落の夕顔」（1982年、NHK）
- 銀河テレビ小説（NHK）
  - 半分正しい（1982年）- 星野りえ 役
- 土曜ドラマ（NHK）
  - 青春スクランブル（1984年） - 匹田早苗 役
- 時代劇スペシャル 烙印の女たち（1984年、CX） - お千代 役
- 日本の面影（1984年、NHK） - 雪女 役
- 流れ星佐吉 第19話「幻の絵図面大騒動」（1984年、関西テレビ）
- 忠臣蔵（1985年、日本テレビ） - 琴路 役
- 陰翳礼讃（TBS / カノックス）第二回幕張メッセ世界ハイビジョンコンテスト優勝作品
- 風流太平記 「密命」（1990年、日本テレビ/東映） - 甲野つな 役
- 華心中（1991年、毎日放送）主演
- 青春の門（1991年 テレビ東京）
- 世にも奇妙な物語 「笑う女」（1991年、フジテレビ）
- 愛という名のもとに（1992年、フジテレビ） - 桧葉祥子 役
- はぐれ刑事純情派 第5シリーズ 第4話「偽装結婚!? 流れ弾を浴びた女」（1992年、テレビ朝日） - 野沢径子 役
- インスマスを覆う影（1992年、TBS） - 藤宮佳代 役
- 江戸の用心棒 第19話「花の吉原 人斬り魔」（1994年、日本テレビ） - 薄衣 役
- 静かなるドン -京子役
- 金田一少年の事件簿 「首なし村殺人事件」（1995年、日本テレビ） - 巽紫乃 役
- 拝啓自治会長殿（1995年、NHK）
- 恋、した。 第17話（1997年、テレビ東京）
- 鬼平犯科帳 第8シリーズ 第6話「おれの弟」（1998年、フジテレビ） - お市 役
- 君といた未来のために 〜I'll be back〜 （1999年 日本テレビ） - 堀上裕美 役
- 次郎長三国志（2000年、テレビ東京） - ぬい 役
- 君が教えてくれたこと （2000年 TBS） - 雨宮亜希子 役
- 南町奉行事件帖 怒れ!求馬II 第17話「すべてを賭けて守るもの」（2000年 TBS / C.A.L） - 佐和 役
- 柳橋慕情 第2話「迷い道迷い人」（2000年、NHK）
- 火曜サスペンス劇場「小京都ミステリー(29) 郡上おどり殺人事件」（2001年、日本テレビ） - 倉橋敦子 役
- 獅子女（2001年、日本テレビ）
- 金曜エンタテイメント「京都喰い道楽 古本屋探偵ミステリー・井原西鶴伝説 好色一代男に秘められた謎」（2002年、フジテレビ） - 竹内和歌子 役
- 月曜ミステリー劇場「弁護士・猪狩文助(5) 二つの遺言書」（2003年、TBS） - 赤沢百世 役
- フジ子・ヘミングの軌跡（2003年、フジテレビ） - カナエ 役
- 税理士楠銀平の事件帳簿（2） 領収書は語る（2004年、TBS） - 漆原毬江 役
- ミステリー民俗学者 八雲樹 第10話「冬に咲く桜」（2004年、テレビ朝日） - 設楽流美 役
- 京都地検の女2 第6話「宝くじ1億円遺産に魅入られた悪女!!」（2005年、テレビ朝日） - 新井道子 役
- ハンチョウ〜神南署安積班〜 シリーズ3 第10話（2010年、TBS） - 園田里枝 役
- 35歳の高校生 第6話（2013年、日本テレビ） - 国分志津絵 役
- 黒猫、ときどき花屋 第6話（2013年、NHK BSプレミアム） - 小暮理恵 役
- 花燃ゆ 第31話（2015年、NHK） - 野村望東尼 役
- 昔話法廷 第3話「白雪姫」裁判（2015年、NHK Eテレ） - 被告人「王妃」 役
- それでも僕は君が好き（2015年、フジテレビ） - シスター 役[8]

### 映画
- 聖職の碑（1978年）
- 蘇える金狼（1979年）
- ピーマン80（1979年）
- 小さな胸の五円玉（1980年）
- 風の歌を聴け（1981年）
- 空海（1984年）
- 天国の駅 HEAVEN STATION（1984年）
- 櫂（1985年）
- ビリィ★ザ★キッドの新しい夜明け（1986年）
- バカヤロー!4 YOU! お前のことだよ（1991年）
- ご挨拶 第1話「イロイロ、ありまして」（1991年）
- 未来の想い出 Last Christmas（1992年）
- 人間交差点・道（1993年）
- 女帝（1995年）
- 鮫肌男と桃尻女（1999年）
- EUREKA（2001年）
- 世界の終わりという名の雑貨店（2001年）
- ミックスマシン（2006）
- 渾身 KON-SHIN（2013年）
- マザー（2014年）
- 福福荘の福ちゃん（2014年） - 女店主 役
- 明日の食卓（2021年5月28日） - 石橋雪絵 役[9]

### Vシネマ
- 実録・関東やくざ抗争史 松田組（2005年） - 松田芳子
- CONNECT 覇者への道（2024年） - 東洋会姐 向井晴恵

### 舞台
- 階段の上の暗がり
- クリスティーヌ・その愛のかたち - アトリエフォンテーヌ
- ラヴ
- 美しきものの伝説
- 阿Q外伝
- ラヴ・レターズ
- ラ・テラス
- 陽ざかりの女たち
- 谷間の女たち

### バラエティ
- ぶらり途中下車の旅（日本テレビ、1992年10月3日）※第1回旅人
- 私のガーデニング（NHK BS-2）
- いい旅・夢気分（テレビ東京）
- 爆報! THE フライデー（TBSテレビ、2013年3月22日、9月27日）
- 開運!なんでも鑑定団（テレビ東京、2013年6月11日）ゲスト
- 今夜はナゾトレ（フジテレビ、2016年11月8日 - ）　ナレーション
- クイズ!脳ベルSHOW（BSフジ、2018年3月26日-27日　2019年7月29-30日） クイズ解答者
- 初対面トークショー!! 内村カレンの相席どうですか（フジテレビ、2019年3月27日 - 30日）　ナレーション

### CM
- 資生堂 秋のキャンペーン「ゆれる、まなざし」（1976年）
- アサヒビール 『アサヒ　ミニ樽CM』(1980年)[10]
- ハウス食品 ヤングジャワカレー
- ソニー SOUND SENSOR
- 日本たばこ産業 PARTNER
- カゴメ リゾット〜ひとり、立ち編〜
- 味の素 パルスィート

## 著書
- シビラの四季（1992年 河出書房新社）
- 福原義春 サクセスフルエイジング対談　美しい暮らし、変わりゆく私（共著）（1996年 求龍堂）
- めざめ　いのち紡ぐ日々（2008年 春秋社）

## 写真集
- 『Made in Love』（撮影：大口広司、1997年 ぶんか社）
- 『I LOVE YOU』 （撮影：沢渡 朔、2002年 ぶんか社）

## ディスコグラフィ

### シングル
| 発売日        | 規格      | 規格品番  | 面        | タイトル             | 作詞      | 作曲      | 編曲      |
| CBSソニー     | CBSソニー | CBSソニー | CBSソニー | CBSソニー            | CBSソニー | CBSソニー | CBSソニー |
| ------------- | --------- | --------- | --------- | -------------------- | --------- | --------- | --------- |
| 1981年2月25日 | EP        | 07SH-937  | A         | 胸が女の顔になる     | 阿久悠    | 佐瀬寿一  | 若草恵    |
| 1981年2月25日 | EP        | 07SH-937  | B         | 愚かにも人を愛して   | 阿久悠    | 佐瀬寿一  | 若草恵    |
| 1981年9月21日 | EP        | 07SH-1052 | A         | 煙でかいたラブレター | 阿久悠    | 桑原研郎  | 若草恵    |
| 1981年9月21日 | EP        | 07SH-1052 | B         | ぐっばいららばい     | 阿久悠    | 桑原研郎  | 若草恵    |

### アルバム

#### 朗読
| 発売日        | 規格    | 規格品番  | 面                        |
| 東芝EMI       | 東芝EMI | 東芝EMI   | 東芝EMI                   |
| ------------- | ------- | --------- | ------------------------- |
| 1992年5月27日 | CD      | TOCT-6406 | 空 音楽のある星に生きて   |
| 1992年5月27日 | CD      |           | 森 音楽のある星に生きて   |
| 1992年5月27日 | CD      |           | 愛 音楽のある星に生きて   |
| 1992年5月27日 | CD      |           | 大地 音楽のある星に生きて |

#### オムニバス・アルバム
- アクトレス・ミラクルバイブル　夏目雅子・早乙女愛・池上季実子・真行寺君枝・古手川祐子（2008年7月29日、DYCL-86） - CBSソニーから発表した4曲を収録。